# Samuel Ajayi Crowther
Samuel Ajayi Crowther (nacido entre 1807 y 1810  G. H. Anderson, R. T. Coote, N. A. Horner, J. M. Phillips, en “Mission Legacies : Biographical Studies of Leaders of the Modern Missionary Movement de 1994 sitúa su nacimiento en 1807. Norbert C. Brockman sin embargo, en “An African Biographical Dictionary de 1994 lo fecha en 1808. Otro ejemplo es Dr. Matthew Oluremi Owadayo, que en su libro “Makers of the Church in Nigeria (pages 29-53) data el nacimiento de Ajayi en 1810. en Osogun , Estado de Oyo, en la actual Nigeria, fallecido el 31 de diciembre de 1891) es un personaje histórico africano conocido por sus trabajos lingüísticos, por su lucha contra la trata de esclavos y sus misiones a través del Río Níger para introducir el cristianismo entre los nativos. Fue uno de los protagonista de las diversas expediciones a través del Níger para erradicar el esclavismo y extender el cristianismo. También, llegó a ser nombrado obispo el 29 de junio de 1864, siendo el primer obispo africano de la Edad Contemporánea. Otro aspecto importante fueron sus trabajos lingüísticos sobre el Yoruba, el Hausa, el Igbo y el Nupe, llegando a realizar múltiples traducciones a tales idiomas, como la traducción de la Biblia al Yoruba.

## Reseña biográfica
Ajayi nació en la actual Nigeria (formada con el Tratado de Berlín de 1885), concretamente en Osogun, en la provincia de Oyo, perteneciendo a la tribu de los Yoruba, grupo étnico que actualmente lo componen aproximadamente 47 millones de personas repartidas principalmente por Nigeria (21% de la población), Togo, Benín y parte de Ghana. Sin embargo, la Nigeria en la que nació era entonces muy diferente. En este territorio convivían los yorubas, ibos, hausas y fulaníes. Sufrió las consecuencias de la trata de negros cuando tenía aproximadamente trece años. Según la visión tradicional sobre las causas de su captura, y también según nuestro protagonista, se defiende que fue capturado por los islamizados Fulani del norte, sin embargo, otras investigaciones más recientes apuntan a que Crowther fue esclavizado en una de las muchas guerras entre los propios clanes Yoruba.
Ajayi fue liberado por dos navíos de guerra ingleses cuando estaban de camino a Sudamérica: el H.M.S Myrmidon y el H.M.S. Iphigenia. En abril del año 1822, Crowther tuvo que empezar una nueva vida en Sierra Leona, colonia creada por Gran Bretaña donde se llevaba a los  esclavos liberados. Esta colonia británica se unió con Gabón (Sierra de Oro entonces), Liberia y Sierra Leona en 1821, formando el África Occidental Británico. Es aquí, exactamente en Freetown, donde Ajayi empezó su formación dentro del cristianismo.
Los años transcurrieron y Ajayi fue bautizado el 11 de diciembre de 1825, adoptando el Nombre de Samuel Ajayi Crowther por un miembro destacado de la escuela cristiana y continuó destacando en aquella institución. Tal fue la impresión e inteligencia que mostró que su principal maestro no dudó en enviarle a una escuela parroquial en Liverpool Street, Islington, convirtiéndose en el primer nigeriano en ser enviado a estudiar a Gran Bretaña en tales circunstancias, causando admiración y sorpresa entre sus compañeros. A su vuelta, fue nombrado por el gobierno colonial maestro y evangelista en la escuela de  Freetown (la religión cristiana y la educación estaban estrechamente unidos) , donde percibía un salario de una libra mensual. Aunque poco después, en 1827, fue de los primeros en ingresar en la recientemente inaugurada universidad de Freetown,  la universidad de Fourah Bay.
Samuel Ajayi fue parte de las misiones a través del Níger siendo representante de la Sociedad de Misioneros junto a otros misioneros, como J. F. Schön, y una multitud de intérpretes y ayudantes de Sierra Leona. La primera misión sucedió en 1841 y fue llamada la Expedición del Níger (The Niger Expedition en inglés) para lograr pactar con los nativos los objetivos anteriormente descritos. Sin embargo, esta primera expedición fue desastrosa, 42 de los 150 componentes murieron a causa de una fiebre fatal en dos meses.
Poco después, en 1845, fue encomendado en otra expedición para ayudar al reverendo Townsend a expandir el cristianismo en Abeokuta, perteneciente al clan Yoruba de Egbaland, en el actual estado de Ogun en Nigeria, al suroeste. La misión fue un éxito, consiguió establecer la Sociedad de Misioneros de la Iglesia en el territorio y la abolición de la esclavitud en favor de crear uevos mercados (la industria del algodón emergió) gracias, en parte, a la fluida comunicación en yoruba que podía desempeñar  y a la traducción de ceremonias cristianas. Incluso, bautizó a su madre después de reencontrarse tras veinticinco años fuera. Volvió a Gran Bretaña en 1851, donde presentó los avances de la expedición a las más altas esferas. Tuvo charlas con diversos ministros, se entrevistó con la reina Victoria y el príncipe Alberto y dio múltiples charlas por todo el país que llevaron al gobierno a seguir confiando en los misioneros y su sociedad. Realizó otra expedición en 1854 con la ayuda del mercader Mcgregor Laird, introduciéndose en el corazón del río Níger y empezó a estudiar a los Hausa, los Nupe y su lengua. Poco después, en 1857, realizó una nueva misión en Onitsha y Gbebe con el mismo objetivo y el mismo éxito.
Samuel fue nombrado obispo el 29 de junio de 1864, poco después de recibir el grado de doctor honorífico de la Universidad de Oxford por sus trabajos lingüísticos. Fue, por lo tanto, el primer africano en ser ordenado Obispo en la edad contemporánea. Y, a partir de entonces no solo se dedicó a las labores clericales, mantuvo su interés en trabajar para la sociedad africana. Así continuó hasta su muerte en 1891, siendo el personaje que consiguió cambiar la sociedad en el Oeste de África, dejando multitud de trabajos y estudios que, como ya hemos visto, han sido importantísimos.

## Distinciones
- Obispo (1864)
- Doctor Honorífico de la Universidad de Oxford